# Степени слободе (статистика)
У статистици, број степени слободе је број вредности у коначном прорачуну статистике које могу слободно да варирају.
Процене статистичких параметара могу се заснивати на различитим количинама информација или података. Број независних информација које улазе у процену параметра називају се степени слободе. Генерално, степени слободе процене параметра су једнаки броју независних резултата који улазе у процену минус број параметара који се користе као међукораци у процени самог параметра. На пример, ако варијансу треба проценити из случајног узорка од N независних резултата, онда су степени слободе једнаки броју независних резултата (N) минус број параметара процењених као средњи кораци (један, наиме, средња вредност узорка) и стога је једнака N− 1.
Математички, степени слободе су број димензија домена случајног вектора, или у суштини број „слободних“ компоненти (колико компоненти треба да буде познато пре него што се вектор потпуно одреди).
Термин се најчешће користи у контексту линеарних модела (линеарна регресија, анализа варијансе), где су одређени случајни вектори ограничени да леже у линеарним подпросторима, а број степени слободе је димензија подпростора. Степени слободе се такође обично повезују са квадратима дужина (или "збиром квадрата" координата) таквих вектора, и параметрима хи-квадрат и другим дистрибуцијама које се јављају у повезаним проблемима статистичког тестирања.
Док уводни уџбеници могу увести степене слободе као параметре дистрибуције или кроз тестирање хипотеза, основна геометрија је та која дефинише степене слободе и кључна је за правилно разумевање концепта.

## Појам
Појам који се везује за неке расподеле у вероватноћи и статистици, пре свега за χ2 -расподелу, Студентову т-расподелу и Фишерову Ф-расподелу. Број степени слободе је један од параметара у овим расподелама, а због значења које има у статистици, узима се да има целобројне вредности. Нпр. χ2-расподела са н степени слободе се добија као збир н независних случајних величина са нормалном нормираном расподелом, а код χ2-теста број степени слободе тест статистике зависи и од броја непознатих параметара у расподели обележја. Студентова расподела са н степени слободе се добија на основу једне нормалне нормиране расподеле и, од ње независне, једне χ2-расподеле са н степени слободе.
Фишерова расподела има два степена слободе, n1 и n2, јер се добија као количник две независне χ2-расподеле, са n1 и n2 степени слободе. Расподела Колмогорова се јавља као расподела супремума разлике емпиријске и теоријске функције расподеле посматраног обележја. За све наведене расподеле постоје таблице из којих се за дати број степена слободе и аргумент функције расподеле, може прочитати (приближна, углавном на 5 децимала) вредност функције расподеле. Појам броја степени слободе је увео Роналд Фишер.